# Perdita cruciferarum
Perdita cruciferarum är en biart som beskrevs av Timberlake 1968. Perdita cruciferarum ingår i släktet Perdita och familjen grävbin. Inga underarter finns listade i Catalogue of Life.